# Dipoli
Dipoli è un arrondissement del Benin situato nella città di Boukoumbé (dipartimento di Atakora) con 6 882 abitanti (dato 2006).